# Ortenburg (kärntnerisches Adelsgeschlecht)

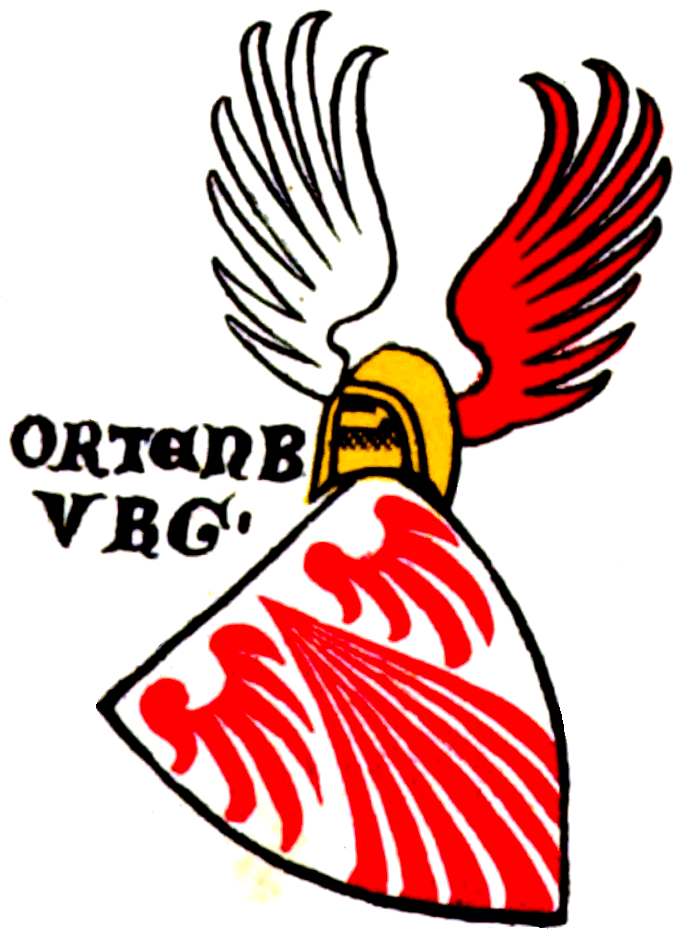
Wappen der Ortenburg in der Zürcher Wappenrolle (ca. 1340)

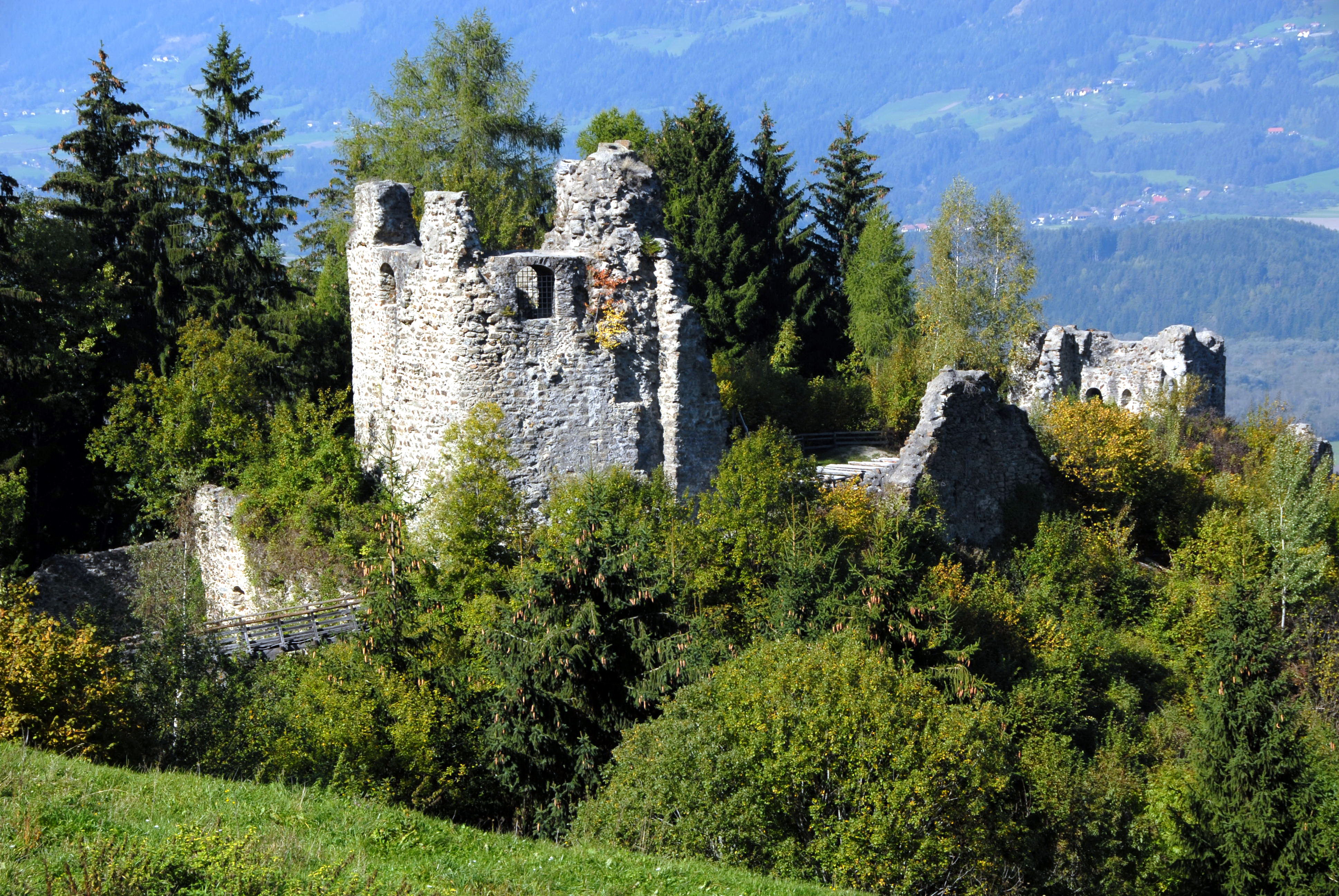
Ruine Ortenburg

Die Ortenburger waren ein mittelalterliches reichsunmittelbares Grafengeschlecht in Kärnten, das vermutlich vom bayerischen Adelsgeschlecht Hirschberg abstammte. Das Geschlecht erlosch 1418 im Mannesstamm, die Grafschaft fiel an die Grafen von Cilli.

## Geschichte
Die Gründe ihrer Niederlassung in Kärnten sind unbekannt, ebenso wie sie dort zu Besitz gelangten. Es ist auch keine Urkunde erhalten, die über die Errichtung der Ortenburg berichtet.
Begründer des Geschlechts war Adalbert I. († August 1096). Er war vermutlich ein jüngerer Sohn des Grafen Hartwig II. an der unteren Amper (Haus Hirschberg) und der Aviza, Tochter des Grafen Altmann von Kühbach.  Adalbert war 1072 Vogt der Freisinger Kirche und deren Vizedom in Kärnten. In einem Zehntvertrag hielt er die Grenzen des freisingischen Kirchenbesitzes im Oberland fest. Verheiratet war er mit Bertha († nach August 1096), Tochter des bairischen Grafen Meginhard IV. von Reichersbeuern. Der Heiratskontrakt war von 57 adligen und weiteren 27 unadligen Zeugen unterzeichnet worden. Die Stammburg des Geschlechtes – westlich von Spittal an der Drau, vermutlich um 1091 unter Adalbert errichtet, wird erstmals in einer Urkunde von 1093 genannt. Adalbert nennt sich darin erstmals „von Ortenburg“ (Adelbertus de Hortenburc). Die Burg lag gegenüber der erst ab 1142 erwähnten lurnschen Hohenburg auf der Schattseite, also südlich der Drau und damit in der Diözese der Patriarchen von Aquileia. Von ihr aus konnte man den Verkehrsweg auf dem Lurnfeld gut überblicken. Wie groß Adalberts Besitz war, ist nicht überliefert. Bedeutend kann er nicht gewesen sein, denn das Oberland befand sich in der Hand der Grafen von Lurn.
Als diese 1135 ausstarben, wurde ihr riesiger Landbesitz wie folgt aufgeteilt: Der Graf von Görz erhielt die Gegend westlich von Möllbrücke, der Ortenburger die Gegend östlich davon bis hinunter nach Rennstein (Vorort von Villach) und das Erzbistum Salzburg erhielt Pusarnitz, Sachsenburg, Gmünd und Stall im Mölltal. Die Ortenburger gehörten zu diesem Zeitpunkt bereits dem Grafenstand an.
Die Ortenburger, die auch große Güter in Ober-, Unterkrain sowie in Weißkrain (z. B. Schloss Krupa) besaßen, waren maßgeblich – großteils unter der Lehnsherrschaft der Patriarchen von Aquileia – an der Besiedlung des Gottscheerlandes ab 1320/30 beteiligt.
Das Geschlecht erlosch 1418 mit dem Tod des Grafen Friedrich III. im Mannesstamm. Das Erbe fiel an die Grafen von Cilli.

## Bayerische Ortenberger
Die bayerischen Ortenburger (ursprünglich Ortenberger) haben mit den Kärntner Ortenburgern nur den Namen gemein; ihr Ahnherr ist Rapoto I. von Ortenburg aus dem Hause der Spanheimer.
Nach dem Aussterben der Grafen von Cilli 1456, die 1422 das Erbe der Kärntner Ortenburger angetreten hatten, versuchten die bayerischen Ortenberger unter Berufung auf (allerdings unbewiesene) gemeinsame Ahnen, die Kärntner Grafschaft zu gewinnen, allerdings vergeblich (siehe Ortenburger Erbstreit (Kärnten)).
Der Name Grafschaft Ortenburg wurde noch von Kaiser Friedrich III., der sich in den Auseinandersetzungen um das Cillier Erbe hatte durchsetzen können, 1478 für ein eigenes Fürstentum Oberkärnten gebraucht.

## Bedeutende Familienmitglieder
- Adalbert I. von Ortenburg († nach August 1096)
- Otto I. Graf von Ortenburg († 1147)
- Otto II. Graf von Ortenburg († wahrscheinlich 1197 auf dem Kreuzzug)
- Hermann von Ortenburg (* 1147; † 1200), Gegenbischof von Gurk
- Ulrich von Ortenburg (* um 1188; † 1253), Bischof von Gurk,
- Hermann II. Graf von Ortenburg († 19. Mai 1256), ließ 1237 Burg Sommeregg erbauen
- Friedrich II. Graf von Ortenburg († 28. März 1304)[1]
- Heinrich III. Graf von Ortenburg († um 1271)[2]
- Meinhard I. Graf von Ortenburg († um 1332)
- Otto V. Graf von Ortenburg († 1342)
- Albrecht II. Graf von Ortenburg, erscheint auch als Albert II. († 1335)[3]
- Euphemia Gräfin von Ortenburg
- Hermann III. Graf von Ortenburg († 1337)
- Meinhard II. Graf von Ortenburg († 1338)
- Anna Gräfin von Ortenburg
- Klara Gräfin von Ortenburg
- Otto VI. Graf von Ortenburg († 28. März 1374)
- Albrecht III. von Ortenburg, Bischof von Trient († 9. September 1390)
- Friedrich III. Graf von Ortenburg († 28. April 1418)